# Az ózonréteg pusztulása

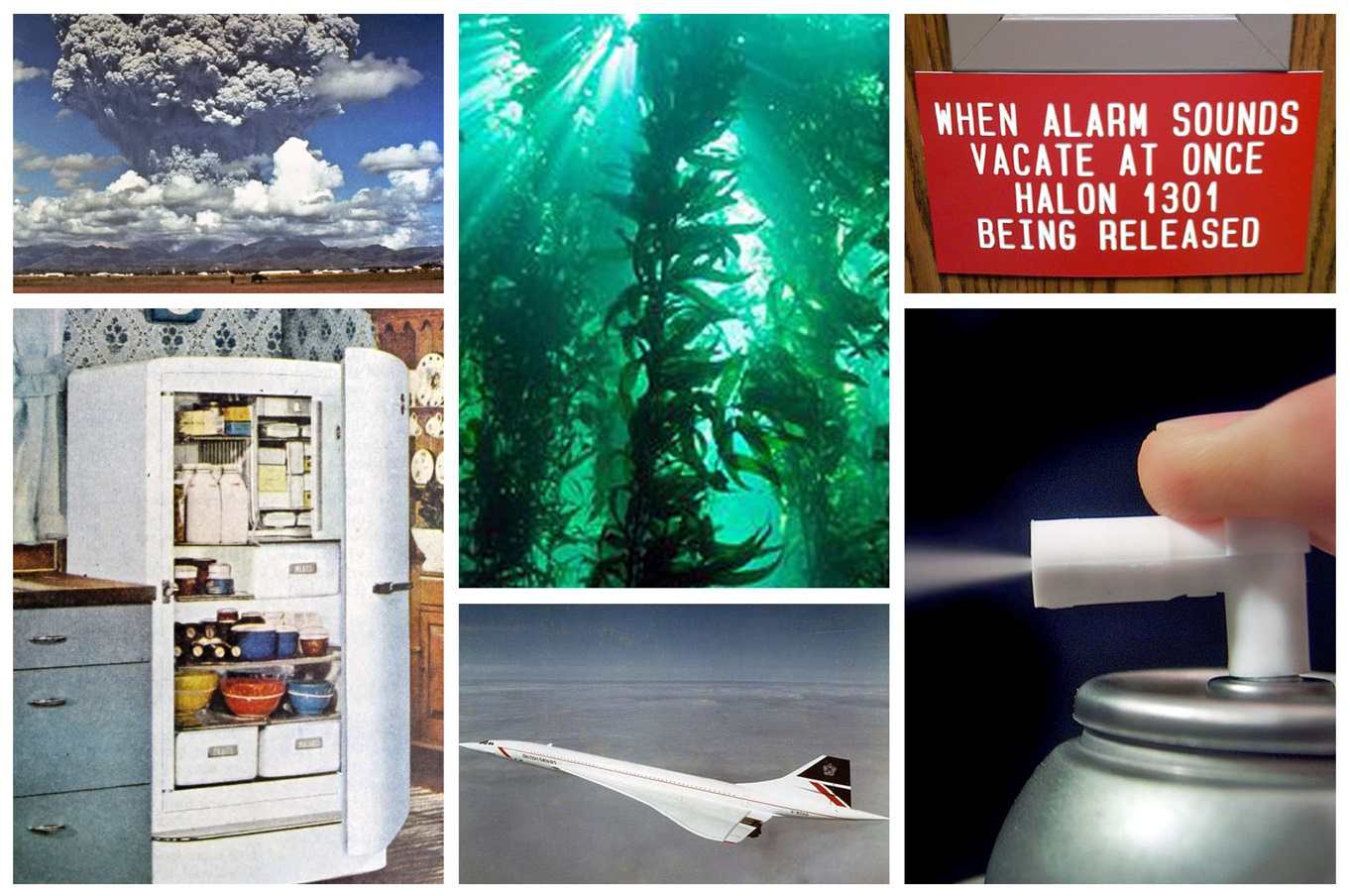
A hűtőszekrényekből, permeteződobozokból, szuperszonikus repülőgépekből, vulkánkitörésekből, tűzoltórendszerekből és barnamoszatokból származó kibocsátások, mint az ózonréteget lebontó anyagok forrásai

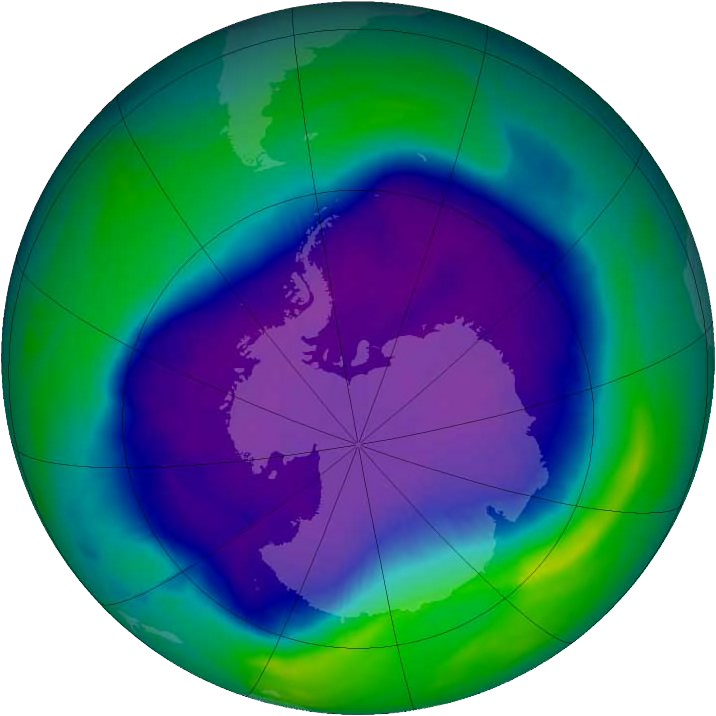
A legnagyobb antarktiszi ózonlyuk 2006 szeptemberében

Az ózonréteget a különféle termelő tevékenységek melléktermékei pusztítják. Ilyeneket bocsátanak ki a gépjárművek belső égésű motorjai, eregetnek ki kéményeikből a különféle gyárak (kiváltképp a nehézipar). Az ózon legfőbb lebontói azonban nem ezek voltak, hanem a kiváltképp szórópalackok vivőgázainak gyártott halogénezett szénhidrogének, az ún. CFC-gázok. A magaslégkörbe jutó halogénezett szénhidrogének molekulái a nagy energiájú ibolyántúli sugárzás hatására felbomlanak, és belőlük klór-, illetve fluor-atomok szabadulnak fel. Ezeket a gázokat hűtőberendezésekben, kozmetikai és háztartási spray-k hajtógázaként, neoncsövekben használták.
A tavasszal felerősödő napsugárzás hatására a sarkvidék feletti jeges felhőkben található a jégszemcsékhez tapadó klór- és brómvegyületek és az ózon reakcióba lépnek egymással, ezzel elpusztítva azt. A jelenség minden évben kb. 4 hónapig tart, ugyanis - 80 °C alatti hőmérséklet kell hozzá.
Az ózonlyuk az Antarktisz felett alakult ki, mert Földünkön ott a legalacsonyabb a hőmérséklet, de az ózonpajzs vékonyodását az 1990-es évek közepén már az Északi sarkvidéken is észlelték, és a magas légköri örvénylés következtében az ózon Európa jó része fölött is megritkult, ezért az UV-B sugárzás is tetemesen felerősödött. 1996 februárjában Nagy-Britannia fölött 47%-kal csökkent az ózonréteg vastagsága.
Az ózonlyuk a tenger világát is veszélyezteti. A tavaszi, felerősödő UV-B sugárzás ugyanis hatással van a planktonszervezetek és a puhatestűek fejlődésére és szaporodására. Ez a hatás továbbterjedhet a táplálkozási lánc mind magasabb szintjeire. Mivel plankton a tengeri élet alapja: tápláléka a tengeri rákoknak, amelyeket a halak és a tengeri emlősök fogyasztanak. Planktonnal táplálkozik a Föld legnagyobb élőlénye, a bálna is. A déli félteke óceánjaiban, tengereiben az ózonréteg vékonyodása miatt 10%-kal csökkent ezeknek az egyszerű élőlényeknek a mennyisége; ennek hosszú távú hatása felmérhetetlen.
Amíg a magasban az ózon ritkulása jelent veszélyt, addig a földfelszín közelében a légkör ózontartalmának növekedése okoz gondot. Az ember ipari tevékenysége által a levegőbe jutott nitrogén-oxidból és hidro-karbonokból a napfény hatására ózon keletkezik és ez a szmog más összetevőivel együtt növeli az asztmás megbetegedések gyakoriságát.
Az ózonréteg pusztulásával nő a Föld felszínére jutó ultraibolya sugárzás, és ez károsan hat egyes, a tengeri tápláléklánc alapját jelentő algákra. 1987-ben a Montreali egyezményben jelentősen korlátozták a CFC gázok előállítását és használatát, de ezek a gázok a légkörben nagyon lassan bomlanak le. Nagyjából 1996 óta az ózonréteg vastagsága lassacskán nő. Nagyon nehéz becsülni, hogy ez a folyamat középtávon folytatódik-e, ugyanis a jelenlegi klímamodellek szerint a globális felmelegedés az alsó légkör felmelegedése, és ennek egyik következményeként a sztratoszféra alsó része hűlni fog, és ez elősegíti az ózon lebontását. Ez az ózonpajzs elvékonyodását jellemzi.